# Samuel (catholicos)
Samuel, Chimouêl, Chamvel ou Šamuēl (en arménien Շմուել) est un catholicos (ou anti-catholicos) de l'Église apostolique arménienne de 432 à 437.

## Biographie
Samuel, dit « le Syrien », est un prélat chrétien perse de langue syriaque.
Après la déposition par l'empereur sassanide Vahram V du catholicos Sahak Ier en 428 et les intermèdes de Sourmak, déposé en 429 (voire en 428 même), et de Berkicho, déposé en 432, l'empereur divise les fonctions catholicossales : il assigne les fonctions temporelles à Samuel alors qu'il remet les fonctions spirituelles (notamment la consécration des évêques) à Sahak Ier. L'origine de Samuel, identique à celle de Berkicho, et sa désignation traduisent la poursuite de la politique du pouvoir sassanide consistant à séparer l'Église arménienne de l'Église grecque, afin de la rapprocher de l'Église de l'Orient.
Samuel se rend rapidement impopulaire par les taxes abusives auxquelles il soumet le clergé arménien. À sa mort, en 437, les nakharark tentent de persuader, en vain, Sahak Ier de reprendre l'exercice de l'ensemble des fonctions catholicossales. Devant son refus, Sourmak, devenu entretemps évêque du Bznounik (nord du lac de Van), reprend les fonctions temporelles.